# Akko brevis
Akko brevis är en fiskart som först beskrevs av Günther, 1864.  Akko brevis ingår i släktet Akko och familjen smörbultsfiskar. IUCN kategoriserar arten globalt som otillräckligt studerad. Inga underarter finns listade i Catalogue of Life.